# Assembleia Constituinte de 1946
A Assembleia Constituinte de 1946 foi instaurada em 1 de fevereiro de 1946 para promulgar uma carta constitucional democrática após 15 anos de Estado Novo, promulgou a Constituição dos Estados Unidos do Brasil e o Ato das Disposições Constitucionais Transitórias no dia 18 de setembro de 1946, consagrando as liberdades expressas na Constituição de 1934, que haviam sido retiradas em 1938; sendo assim, se trata de, em suma, um resgate histórico da carta constitucional previamente citada, restaurando a democracia imbuída pelo Estado Novo (1937-1946), acrescendo direitos trabalhistas, além do apreço pelo Poder Legislativo.

## Composição
| Partido                        | Sigla | %     | Ideologia       |
| ------------------------------ | ----- | ----- | --------------- |
| Partido Social Democrático     | PSD   | 52.7% | Centrismo       |
| União Democrática Nacional     | UDN   | 28.6% | Conservadorismo |
| Partido Trabalhista Brasileiro | PTB   | 7.7%  | Trabalhismo     |
| Partido Comunista              | PCB   | 4.9%  | Comunismo       |